# Xã Mooney, Quận Phillips, Arkansas
Xã Mooney (tiếng Anh: Mooney Township) là một xã thuộc quận Phillips, tiểu bang Arkansas, Hoa Kỳ. Năm 2010, dân số của xã này là 179 người.